# Johann Ambrosius Beurer
Johann Ambrosius Beurer (* 2. März 1716 in Nürnberg; † 27. Juni 1754 ebenda) war ein deutscher Apotheker und Naturforscher. Er leitete die Spital-Apotheke in Nürnberg und besaß ein umfangreiches Naturalienkabinett.

## Leben
Johann Ambrosius Beurer war der Sohn des Nürnberger Spitalapothekers Christoph Daniel Beurer und machte ab 1731 eine dreijährige Ausbildung zum Apotheker in Regensburg. Während dieser Zeit bekam er von Georg Dionysius Ehret Unterricht im Blumenmalen.  Danach bildete er sich in der väterlichen Spital-Apotheke zu Nürnberg und bei Caspar Neumann in der Hof-Apotheke zu Berlin weiter. 1738 unternahm er eine ausgedehnte Bildungsreise nach Hamburg, Amsterdam, Rotterdam und London sowie Paris, Straßburg, Basel und Zürich.
Ab 1739 bis zu seinem Lebensende wirkte Johann Ambrosius Beurer als Apotheker der Spital-Apotheke in Nürnberg.
Beurer betrieb umfangreiche naturkundliche Forschungen und legte ein reichhaltiges und bekanntes Naturalienkabinett an. Er besaß eine wertvolle Bibliothek und eine Kupferstichsammlung. Das Naturalienkabinett wurde von Georg Wolfgang Knorr teilweise als Vorlage für seine Tafeln über die Merkwürdigkeiten der Natur benutzt.
Am 4. Juni 1750 wurde Johann Ambrosius Beurer unter der Matrikel-Nr. 566 mit dem akademischen Beinamen Apollonius II. als Mitglied in die Leopoldina aufgenommen.
Beurer war seit 1739 mit Johanna Dorothea Werneberg, der Tochter des Berliner Apothekers Friedrich Werneberg, verheiratet. Er war ein Vetter des Mediziners Christoph Jacob Trew.